# Trypanidius apicalis
Trypanidius apicalis es una especie de escarabajo longicornio del género Trypanidius, tribu Acanthocinini, subfamilia Lamiinae. Fue descrita científicamente por Aurivillius en 1921.

## Descripción
Mide 16-19 milímetros de longitud.

## Distribución
Se distribuye por Bolivia y Colombia.